# Југословенске железнице
Југословенске железнице (хрв. Jugoslavenske željeznice, словен. Jugoslovanske železnice, мкд. Југословенски железници), (JЖ), је била државна железница СФР Југославије и чланица UIC. Основана је 1918. г. као Железнице Краљевине Срба, Хрвата и Словенаца (СХС), 1929. г. преименована у Југословенске државне железнице (ЈДЖ) и коначно променила име 1952. г. у Југословенске железнице. Са распадом Југославије, новостворене државе су преузеле имовину железница на њиховим територијама и основале нова транспортна предузећа. У Србији, наследник ЈЖ је акционарско друштво Железнице Србије.